# Société française de félinotechnie
Pour les articles homonymes, voir SFF.
La Société française de félinotechnie (SFF) est une association du monde félin, créée en 1986 à Toulouse. 
Contrairement au LOOF, elle n’est pas un livre des origines mais a pour but de rassembler les savoirs et mettre en contact les différents acteurs du monde de l’élevage félin, à savoir les associations de protection des animaux, les clubs de passionnés et les sociétés vétérinaires pour une meilleure information et des recherches plus efficaces.

## Historique
La SFF a été créée en décembre 1986 à Toulouse. Le siège social de la société a été transféré à l’École nationale vétérinaire d'Alfort avec qui elle est en étroite collaboration. 
Depuis le 18 janvier 1992, le président de l'association est le professeur Paragon, agrégé de nutrition animale, de l'École Nationale Vétérinaire d'Alfort.

## Objectifs
Le but de la SFF est de diffuser les recherches scientifique, technique, économique ou juridique auprès des acteurs de l'élevage félin : vétérinaires, éleveurs, commerciaux.

## Actions
La société française de félinotechnie publie un bulletin trimestriel Les nouvelles de la SFF et organise un séminaire annuel sur un sujet de félinotechnie. 
| Année | Objet du séminaire                                                                               |
| ----- | ------------------------------------------------------------------------------------------------ |
| 2004  | Gestion des tares génétiques                                                                     |
| 2005  | Variations de poids incontrôlées chez le chat, trop gros, trop maigre… Coronavirus et PIF        |
| 2006  | Actualités sur la vaccination du chat                                                            |
| 2007  | Actualités sur les fautes d'hygiène et leurs conséquences en élevage félin                       |
| 2008  | Actualités sur une gestion optimale des races félines pour une meilleure santé des chats de race |
| 2009  | Actualités sur le chaton : de la naissance au sevrage                                            |
| 2011  | Peau et pelage du Chat : comment garantir et conserver qualité et beauté ?                       |

Certaines informations sont également disponibles gratuitement sur son site internet, comme la robe à panachure blanche ou des informations sur la race maine coon.
En France, l'obtention du Certificat d'Études Techniques de l'Animal de Compagnie option « chat » (CETAC) permet d'accéder au certificat de capacité nécessaire au statut d'éleveur,. Ce certificat a été créé en collaboration avec le Livre officiel des origines félines (LOOF), l'Unité de médecine de l'Elevage et du Sport (UMES) de l'École Nationale Vétérinaire d'Alfort et la Société française de félinotechnie.

## Organisation
Elle est séparée en deux sections, l’une réservée aux éleveurs (SFFe), l’autre aux vétérinaires (SFFv), chacune publiant divers articles et ouvrages, organisant des séminaires et des formations tel que le CETAC.